# Хортон (тауншип, Миннесота)
Хортон (англ. Horton) — тауншип в округе Стивенс, Миннесота, США. На 2000 год его население составило 210 человек.

## География
По данным Бюро переписи населения США площадь тауншипа составляет 93,0 км², из которых 92,8 км² занимает суша, а 0,2 км² — вода (0,22 %).

## Демография
По данным переписи населения 2000 года здесь находились 210 человек, 63 домохозяйства и 51 семья.  Плотность населения —  2,3 чел./км².  На территории тауншипа расположено 68 построек со средней плотностью 0,7 построек на один квадратный километр. Расовый состав населения: 98,10 % белых, 0,95 % афроамериканцев и 0,95 % приходится на две или более других рас. Испанцы или латиноамериканцы любой расы составляли 0,95 % от популяции тауншипа.
Из 63 домохозяйств в 50,8 % воспитывались дети до 18 лет, в 81,0 % проживали супружеские пары, в 1,6 % проживали незамужние женщины и в 17,5 % домохозяйств проживали несемейные люди. 17,5 % домохозяйств состояли из одного человека, при том 6,3 % из — одиноких пожилых людей старше 65 лет. Средний размер домохозяйства — 3,33, а семьи — 3,83 человека.
37,6 % населения — младше 18 лет, 9,0 % — в возрасте от 18 до 24 лет, 28,1 % — от 25 до 44, 18,1 % — от 45 до 64, и 7,1 % — старше 65 лет. Средний возраст — 29 лет. На каждые 100 женщин приходилось 96,3 мужчин.  На каждые 100 женщин старше 18 приходилось 101,5 мужчин.
Средний годовой доход домохозяйства составлял 43 750 долларов, а средний годовой доход семьи —  45 313 долларов. Средний доход мужчин —  27 500  долларов, в то время как у женщин — 20 938. Доход на душу населения составил 13 299 долларов. За чертой бедности находились 3,1 % семей и 4,8 % всего населения тауншипа, из которых 6,5 % младше 18 лет.